# Conjectura de Kurepa
En matemàtiques, es coneix com a conjectura de Kurepa la conjectura que enuncia que cap nombre primer major que 2 divideix el seu factorial esquerre. Rep el seu nom del matemàtic iugoslau Đuro Kurepa, qui l'enuncià l'any 1971 al seu treball On the left factorial function !n.

## Definició formal
Sigui {\displaystyle p} un nombre primer i sigui {\displaystyle !n} la funció factorial esquerre, definida per {\displaystyle n\in \mathbb {N} } com {\displaystyle !n:=\sum _{k=0}^{n-1}k!}. Aleshores, la conjectura afirma que
{\displaystyle \gcd(p,!p)=1\qquad \forall p>2}
o, expressat d'una altra manera, que
{\displaystyle p\,\nmid \,!p\qquad \forall p>2}